# Ashley Jensen
Ashley Jensen ( Annan, 10. kolovoza 1969.) je škotska glumica. Najpoznatija je po ulogama u TV serijama "Statisti" i "Ružna Betty".